# El valor de la verdad
El valor de la verdad  es un programa de concurso peruano, adaptación de Nothing but the truth, conducido por el periodista peruano Beto Ortiz. Las primeras seis temporadas fueron emitidas para Latina Televisión los sábados por la noche (2012-2020), mientras la séptima temporada se emite por Panamericana Televisión los domingos (desde 2025).

## Contexto
Antes de grabar el programa, el concursante responde (afirmando o negando) a más de 100 preguntas con un polígrafo. Cada edición se seleccionan 21 preguntas en 6 niveles, si el concursante responde con la verdad las preguntas de un nivel, pasa al siguiente, de lo contrario es eliminado y pierde todo el monto ganado. Tras ganar un nivel, el concursante puede retirarse llevándose lo ganado o continuar.En la nueva temporada 2025 la nueva mecánica es la siguiente 
| Niveles | Número de preguntas | Monto ganado |
| ------- | ------------------- | ------------ |
| 1       | 5                   | 5000 soles   |
| 2       | 5                   | 10 000 soles |
| 3       | 5                   | 15 000 soles |
| 4       | 3                   | 20 000 soles |
| 5       | 2                   | 25 000 soles |
| 6       | 1                   | 50 000 soles |

En la edición para parejas, dos concursantes tienen que responder 10 preguntas cada uno. La mecánica de preguntas fue la siguiente:
| Niveles | Número de preguntas | Monto ganado |
| ------- | ------------------- | ------------ |
| 1       | 4                   | 5000 soles   |
| 2       | 3                   | 15 000 soles |
| 3       | 2                   | 20 000 soles |
| 4       | 1                   | 30 000 soles |

Si uno de los participantes decide quedarse en cierto nivel, se lleva su monto pactado y no le afectará al otro concursante. Los comodines permiten al concursante cambiar de respuesta solo una vez. El "botón rojo" fue cambiado por "la palanca de la salvación"; estos se ubican en los extremo de los asientos de los invitados, se pueden usar solo una vez y, de haber dos participantes, no puede ser usado nuevamente por el invitado del participante contrario.
En esta nueva temporada 2025,el concursante tiene 3 tipos de comodines:
- Botón rojo: Los invitados del concursante pueden evitar que el concursante dé una respuesta ante una pregunta. De ocurrir, el presentador sacará de su bolsillo una "pregunta de repuesto". Se puede utilizar una vez.
- Cambio de pregunta: Si el participante cambia su respuesta del polígrafo en el programa, se le advierte de modificar su respuesta original y se le formula de nuevo la pregunta. Se puede utilizar dos veces. . Pregunta Comodín Yango:Este nuevo comodín permite que por única vez el participante vea la pregunta antes de ser formulada ,y podrá decidir si acepta contestar la pregunta,de lo contrario podrá retirarse con todo el monto ganado hasta el momento y antes de retirarse deberá simplemente decir la frase:"Sorry mi Yango llegó",y se retirará en una aplicación Yango

## Temporadas

### Primera emisión (2012-2016)
La primera temporada fue estrenada el 7 de julio de 2012, siendo Perú el país número 47 en importar y realizar ese formato. La productora de Latina, Susana Umbert, eligió a Beto Ortiz como presentador. Umbert eligió a Silvia Verano como la voz en off en señalar si la afirmación del participante era verdadera o falsa. Por motivos de independencia, Infinito, la productora de Umbert, adquirió los derechos de la franquicia en Perú.
El día de su estreno, el programa lideró la audiencia de su horario, los hashtags #ElValorDeLaVerdad y #EVDLV se convirtieron en trending topics en Perú en Twitter. El programa causó controversia en su primera emisión pues la primera concursante, Ruth Thalía Sayas, de 18 años, confesó entre otros temas no trabajar donde refería, haberse prostituido, ser bisexual, avergonzarse de los modales de su familia y permanecer con su pareja solo hasta encontrar a alguien mejor. Todas estas declaraciones fueron dichas frente a sus padres y su pareja, por un monto de 15 mil soles (premio del episodio). Por estas declaraciones y el dinero del premio, la participante fue asesinada dos meses más tarde.
El programa cambió su enfoque a personajes principalmente de la farándula. El cuarto programa (emitido el 28 de julio), con la excongresista y vedete Susy Díaz como participante (quien perdió en la última pregunta), logró 25.6 puntos de audiencia, y 40 puntos en los sectores socioeconómicos A y B según Kantar Ibope Media.
El 29 de septiembre, el programa tuvo como participante al político y excandidato a la presidencia de la república Pedro Pablo Kuczynski, quien se llevó 100 mil soles, dinero que donó íntegramente a la Teletón Perú de 2012 que fue realizada una semana después de dicha emisión.
Desde el episodio del 10 de noviembre, la audiencia del programa empezó a descender, llegando a promediar 13 puntos y 10 puntos.
A inicios de diciembre, y debido a las polémicas generadas durante su emisión y al decrecimiento de la sintonía, Latina Televisión y Beto Ortiz dicieron que el espacio deje de emitirse temporalmente. La primera temporada finalizó el 29 de diciembre con un resumen de los diversos concursantes que pasaron por el programa.
La segunda temporada se estrenó en julio de 2013. En su regreso, tuvo como primera participante a la presentadora Laura Bozzo.
La participación de la modelo Tilsa Lozano se emitió en dos episodios consecutivos del programa. El primero obtuvo un promedio de 34.9 puntos de audiencia, y alcanzó picos de 51 en los sectores A y B; y el segundo tuvo 31 puntos de audiencia con picos de 44.7 puntos en los sectores A y B.
En sábado 6 de febrero de 2016, se estrenó una nueva temporada en la que participaron candidatos políticos de las elecciones generales de Perú de 2016. Daniel Urresti, Renzo Reggiardo, Carlos Bruce, César Acuña y Nano Guerra fueron participantes. El 12 de marzo de 2016 el formato vuelve a tocar temas de farándula.
Posteriormente, hubo otra versión especial llamada El valor de la verdad de las parejas, con dos sillones rojos y una mecánica diferente. Duró poco tiempo, hasta que volvió su versión habitual.

#### Así es el valor
En 2013, se lanzó el microprograma que se emitía inmediatamente después de El valor de la verdad. En este segmento se entrevista al participante antes y después de entrar al programa. Además, muestra un detrás de cámara y un resumen de las preguntas más interesantes.

#### Último episodio
El último episodio del programa se emitió el 16 de octubre del 2016, por primera vez en vivo y en directo. Carlos Galdós se presentó como invitado. El episodio terminó con el presentador y el invitado quemando el «sillón rojo» con la frase «Listo, se acabó», antes de desaparecer de pantalla. Mientas se quemaba el sillón, se escuchaba la canción «Gopher» de Yma Sumac.
Horas antes, el periodista Ortiz se pronunció en una columna en el diario peruano Perú 21 en la que describió el programa como un «fenómeno de sintonía» cuyos temas permitieron que otros programas «mejoraran sus audiencias, aunque fuera de taquito». Incluso se jactó de que la calificaran de «basura».

### Segunda emisión (2019-2021)
El sábado 16 de febrero de 2019 regresó el programa, en el que incorporó al equipo al productor de televisión Fernando Elizalde.  Tuvo como primer invitado al actor, presentador, exfutbolista y modelo Nicola Porcella. Obtuvo 12.5 puntos de promedio en esa sesión. Finalizó en 2021.

### Tercera emisión
En 2025, la productora Susana Umbert anunció la tercera temporada del programa que se emitiría ese año en Panamericana Televisión. Beto Ortiz afirmó que su producción había contactado con nuevas figuras de la farándula desde enero para convencerlas y que se había mantenido el premio mayor de 50 mil soles.
El primer episodio, en el que participó Pamela López, la exesposa de Christian Cueva, alcanzó una audiencia de entre 13 y 14 puntos, según Kantar Ibope. Panamericana alcanzó el primer puesto en su franja horaria, superando a otros canales que emitían programas dominicales. También obtuvo un récord de espectadores en YouTube frente a su rival local Hablando Huevadas, con 175 000 personas conectadas simultáneamente durante su transmisión en vivo.
Con el paso de los episodios, el índice de audiencia se redujo.

## Participantes
Primera temporada (2012)
- Julio 07 Ruth Thalía Sayas
- Julio 14 Roy Roger Sandi
- Julio 21 Briseida Pezo Tang
- Julio 28 Susy Díaz
- Agosto 04 Ramón Serna Rodríguez
- Agosto 11 José Luis Millones
- Agosto 18 Luis Armando Chávez Quichiz
- Agosto 25 Lucía de la Cruz
- Septiembre 01 Anelhí Arias Barahona
- Septiembre 08 Martha Chuquipiondo «La Mujer Boa»
- Septiembre 15 Susan León
- Septiembre 22 Lucy Cabrera
- Septiembre 29 Pedro Pablo Kuczynski
- Octubre 06 Juan Carlos Ferrando
- Octubre 13 Havier Arboleda
- Octubre 20 Eddie Hidalgo «Mero Loco»
- Octubre 27 Naamin Timoyco
- Noviembre 03 Luisito Caycho
- Noviembre 10 Danuska Zapata
- Noviembre 17 Monique Pardo
- Noviembre 24 Iván Cruz
- Diciembre 01 John Kelvin
- Diciembre 08 Eusebio «Chato» Grados
- Diciembre 15 Sibel Catherine De Souza
- Diciembre 22 Víctor Yaipén

Segunda temporada (2013)
- Julio 20 Laura Bozzo
- Julio 27 Kenji Fujimori
- Agosto 03 Mónica Cabrejos
- Agosto 10 Rómulo León
- Agosto 17 Cristian Zuárez
- Agosto 24 Cecilia Bracamonte
- Agosto 31 Angie Jibaja
- Septiembre 07 Jean Paul Santamaría
- Septiembre 14 Miguel Barraza
- Septiembre 21 Melcochita
- Octubre 05 Susy Díaz
- Octubre 12 Percy Olivares
- Octubre 19 Janet Barboza
- Noviembre 02 Katty García
- Noviembre 09 Shirley Arica
- Noviembre 16 Amparo Brambilla
- Noviembre 23 Geni Álvez
- Noviembre 30 Tilsa Lozano (Primera parte)
- Diciembre 07 Tilsa Lozano (Segunda parte)
- Diciembre 14 Lucho Cuéllar
- Diciembre 21  Juan «Chiquito» Flores

Tercera temporada (2014)
- Enero 11 Augusto Polo Campos
- Enero 18 Flor Polo
- Enero 25 La Tigresa del Oriente
- Febrero 01 Yehude Simon (no se emitió el de Cromwell Gálvez)[30]
- Febrero 08 Aída Martínez
- Febrero 15 Roberto Martínez (Primera parte)
- Febrero 22 Roberto Martínez (Segunda parte)
- Marzo 01 Marco «Chemo» Ruiz
- Marzo 08 Dayron Martin
- Marzo 15 Milena Zárate (Primera parte)
- Marzo 22 Milena Zárate (Segunda parte)
- Marzo 29 Andrés Olano «Andy V»
- Abril 05 Haydeé Aranda
- Abril 12 Néstor Villanueva
- Abril 19 Flor Polo
- Abril 26 Jeannine Gonzáles
- Mayo 03 Farid Ode
- Mayo 10 Mariella Zanetti
- Mayo 17 Romina Gachoy
- Mayo 24 Milena Zárate (Revancha con pruebas)
- Mayo 31 Rey Nieves
- Junio 07 Roberto Martínez
- Junio 14 Janet Barboza
- Junio 21 Laura Bozzo & Cristian Zuárez
- Julio 05 Magaly Medina
- Julio 12 Anelhí Arias Barahona & Dayron Martin
- Julio 19 Carlos «Kukín» Flores
- Julio 26 Juan Carlos Ulloa «El Parcero»
- Agosto 23 Susy Díaz, Melcochita, Mónica Cabrejos, Juan «Chiquito» Flores y Milena Zárate

Cuarta temporada (2016)
- Febrero 06 Daniel Urresti
- Febrero 13 Renzo Reggiardo
- Febrero 20 César Acuña
- Febrero 27 Carlos Bruce
- Marzo 05 Nano Guerra García
- Marzo 12 Olinda Castañeda
- Marzo 19 Antonio Pavón
- Marzo 26 Luciana León
- Abril 02 Vania Bludau
- Abril 09 Rafael Cardozo
- Abril 16 Stephanie Valenzuela
- Abril 23 Melissa Klug
- Abril 30 Greysi Ortega
- Mayo 07 Malú Costa
- Mayo 14 Italo Villaseca & Greysi Ortega
- Mayo 21 Ricardo Zúñiga "Zorro Zupe"
- Mayo 28 Benjamín Lukovski
- Junio 04 Grasse Becerra
- Junio 11 Fiorella Alzamora
- Junio 12 Pedro Pablo Kuczynski (Programa repetido del 29.09.12)
- Junio 18 José Luis Mendoza «Mayimbú»
- Junio 25 Andrea San Martín
- Julio 02 Joshua Ivanoff
- Julio 09 Jenko del Río
- Julio 16 Xoana Gonzáles
- Julio 23 Ricardo Zúñiga «el Zorro Zupe» (Episodio 2)
- Julio 30 Jenny Kume
- Agosto 06 Melissa Klug (Episodio 2)
- Agosto 13 Alejandra Baigorria (Primera parte)
- Agosto 20 Alejandra Baigorria (Segunda parte)
- Agosto 27 Geni Alves vs Milena Zárate
- Septiembre 03 Mónica Cabrejos vs Marco «Chemo» Ruiz
- Septiembre 10 Fiorella Alzamora
- Septiembre 17 Olinda Castañeda
- Septiembre 24 Jerson Reyes
- Octubre 02 Lourdes Vásquez
- Octubre 09 Gabriela Rivero
- Octubre 16 Carlos Galdós

Quinta temporada (2019)
- Febrero 16 Nicola Porcella
- Febrero 23 Paula «Polly» Ávila
- Marzo 02 Angie Jibaja
- Marzo 09 Alexandra Méndez «la Chama»
- Marzo 16 Diego Chávarri
- Marzo 23 Sergio «Checho» Ibarra
- Marzo 30 Pedro Moral (Primera parte)
- Abril 06 Farruk Guillén
- Abril 13 Jessica Newton
- Abril 20 Anyella Grados
- Abril 27 Claudia Meza
- Mayo 04 Pedro Moral (Segunda parte)
- Mayo 11 Austin Palao
- Mayo 18 Erick Sabater
- Mayo 25 Carlos «Coto» Hernández
- Junio 01 Xoana Gonzáles y Enrique Espejo
- Junio 08 Juan «Chiquito» Flores
- Junio 15 Ricardo Zúñiga «el Zorro Zupe»
- Junio 23 Aída Martínez
- Junio 30 Guty Carrera
- Julio 06 «El valor de campeonar» (Edición Especial) Invitados: María Julia Flores (mamá de Yoshimar Yotún), Mónica Cabrejos, Fernando Armas y Germán Leguía
- Julio 13 Laura Bozzo
- Julio 20 Leonard León
- Julio 27 María Antonieta de las Nieves «la Chilindrina»
- Agosto 03 Greg Michel
- Agosto 10 Gladys Tejeda[31]
- Agosto 17 Yuliana Bolívar
- Agosto 24 Nicola Porcella (Episodio 2)
- Agosto 31 Dayanita
- Septiembre 07 Karla Tarazona
- Septiembre 14 Génesis Tapia
- Septiembre 21 Kevin Blow
- Septiembre 28 Chris Soifer
- Octubre 05 Shirley Cherres
- Octubre 12 Fabio Agostini
- Octubre 19 Vania Bludau
- Octubre 26 Doménica Delgado
- Noviembre 02 David «Pantera» Zegarra
- Noviembre 09 Deysi Araujo
- Noviembre 16 Jonathan Maicelo
- Noviembre 23 Janet Barboza (en reemplazo de Shirley Arica)
- Noviembre 30 Olinda Castañeda
- Diciembre 07 Renzo Spraggon
- Diciembre 14 Lucía de la Cruz
- Diciembre 21 Alexandra Méndez «la Chama» (Episodio 2)
- Diciembre 28 André Castañeda

Sexta temporada (2020)
- Enero 04 Monique Pardo
- Enero 11 Jimmy Santy
- Enero 18 Susy Díaz
- Enero 25 Guty Carrera (Episodio 2)
- Febrero 01 Miguel Barraza
- Febrero 08 «Melcochita»
- Febrero 15 Diego Chávarri (Episodio 2)
- Febrero 22 Melissa Klug (repetición de la cuarta temporada)

Séptima temporada (2025)
- Marzo 09 Pamela López
- Marzo 16 Shirley Arica
- Marzo 23 Macarena Vélez
- Marzo 30 Melissa Klug
- Abril 06 Elías Montalvo
- Abril 13 Dalia Durán
- Abril 20 Renato Rossini
- Abril 27 Paul Michael
- Mayo 04 Patricio Suárez Vértiz
- Mayo 11 Jonathan Maicelo
- Mayo 18 Ricky Trevitazzo
- Mayo 25 Ducelia Echevarría
- Junio 01 Darinka Ramirez
- Junio 08 Pablo Heredia (Primera parte)
- Junio 15 Pablo Heredia (Segunda parte)
- Junio 22 Lucy Bacigalupo
- Junio 29 Bruno Agostini
- Julio 06 Antonio Pavón
- Julio 13 Macarena Gastaldo
- Julio 20 Mariella Zanetti
- Julio 27 Sergio Romero "Chechito"
- Agosto 3 Pablo Villanueva "Melcochita"
- Agosto 10 Suheyn Cipriani
- Agosto 17 Samahara Lobatón

## Controversias

### Asesinato de Ruth Thalía Sayas
La concursante del primer día de emisión, Ruth Thalía Sayas, fue hallada muerta el 23 de septiembre de 2012 luego de que su expareja, Bryan Romero Leiva, confesara que la secuestró y asesinó. El caso generó polémica por recurrir la confesión por parte de la participante de vivir una doble vida como bailarina erótica y ejercer la prostitución en una discoteca, hechos que no eran conocidos por su familia ni por su expareja. Los padres denunciaron que la desaparición de Ruth Thalía no interesó a Beto Ortiz ni a la producción de su programa, hasta que la policía y los padres hallaron el cadáver.
El primer poligrafista de EVDLV y los productores de las distintas versiones extranjeras de Moment of Truth cuestionaron a Beto Ortiz y a Susana Umbert (gerente de televisión de Canal 2) tras la muerte de Ruth Thalía, y señalaron que habían pedido al dueño del formato que cancelara el programa en Perú por alejarse de los estándares de producción del mismo. Del mismo modo, Magaly Medina lanzó duras críticas contra Beto Ortiz por «su manera pedante de responder» y por defenderse a sí mismo y no al programa. El crítico de televisión Fernando Vivas pidió la cancelación del programa.
Beto Ortiz realizó una rueda de prensa para responder a las acusaciones del programa y cómo fue avanzando el proceso judicial. Además, en su programa matutino Abre los ojos, Beto Ortiz mostró sus condolencias a la familia de la víctima y realizó una cobertura especial, pero dejó claro que «si un invitado sale del programa y lo atropella un carro, ¿será mi culpa?».

### Caso Luis Millones
En 2012, el suboficial de la Policía Nacional del Perú Luis Millones participó en El valor de la verdad para exponer las irregularidades de las fuerzas policiales en el operativo «Operación Libertad». Obtuvo el premio de 50 mil soles. Meses antes, fue entrevistado en el programa Abre los ojos de Beto Ortiz para conocer los detalles del operativo. En esa misión, Millones resultó herido de bala y logró sobrevivir, pero siete de sus compañeros perdieron la vida mientras intentaban rescatar a trabajadores del Consorcio Camisea retenidos como rehenes por los remanentes del grupo Sendero Luminoso.
Millones respondió a todas las preguntas relacionadas con el operativo. Señaló que recibió calificativos despectivos por parte de sus superiores. También afirmó que hubo falta de información y armamento sobre las instalaciones gasíferas. Dijo que tuvo que curarse él mismo la herida de bala que tenía y que no le proporcionaron medicinas. Atribuyó al general de ejército Luis Howell la responsabilidad de iniciar la operación sin adoptar las medidas preventivas pertinentes.
Al finalizar el programa, Millones rechazó el calificativo de «impecable» que el gobierno de Ollanta Humala había dado a la operación. En la última pregunta, que valía 50 mil soles, señaló que compartiría lo que ganara con los familiares de los suboficiales César Vilca y Lánder Tamani, quienes fallecieron en el operativo. Años después, en 2017, fue juzgado por desobediencia en agravio del Estado y preso durante tres meses. Tras ser puesto en libertad, fundó un bufete de abogados para defender a las familias de los policías. En 2023, obtuvo la Medalla al Defensor de la Democracia durante el gobierno de Dina Boluarte.

### Otras controversias
El valor de la verdad se destacó por la introducción de la vida privada de sus concursantes, por lo que ha sido tildado de televisión basura en repetidas ocasiones.  La columnista de Caretas, Patricia Salinas, comentó que el programa es un reflejo de la cultura del chisme en Perú y evidencia que los principales medios de comunicación lo fomentan, dejando de lado temas de verdadera trascendencia social y política.
El crítico Fernando Vivas consideró a El valor de la verdad como «uno de los mayores fracasos de la autorregulación televisiva» y celebró su cierre en 2016. Con el regreso del programa en 2025, solo se censuraron dos preguntas «por disposición judicial». Un abogado solicitó a la Sociedad Nacional de Radio y Televisión que tomara medidas, ya que se había demostrado que las declaraciones de los participantes infringían los artículos 154 del Código Penal y 2 de la Ley de Radio y Televisión.
En 2024, Ortiz confirmó que Latina Televisión canceló un episodio protagonizado por Shirley Arica debido al rechazo de la Federación Peruana de Fútbol y del mismo canal, que posee los derechos de transmisión del Mundial de Fútbol. Al año siguiente, señaló que era imposible que Latina liberara el episodio, por lo que decidió que Panamericana lanzara una «nueva versión corregida y aumentada» para satisfacción de la audiencia.
En 2025, los presentadores Rodrigo González y Magaly Medina acusaron que el programa habría cambiado la mecánica del formato para favorecer la imagen pública de los participantes. Esto ocurrió con una participante a la que, presuntamente, se le permitió hablar de la vida personal del futbolista Christian Cueva sin cuestionarla. González aseguró en su programa Amor y fuego que los concursantes involucrados en escándalos mediáticos nunca perderían el premio mayor y que habría un miembro de producción con las respuestas en la mano para indicarle cuándo debía «hacer la finta».